# Effetto corona
L'effetto corona o scarica effetto corona è un fenomeno per cui una corrente elettrica fluisce tra un conduttore a potenziale elettrico elevato ed un fluido neutro circostante, generalmente aria.
Si manifesta quando il gradiente di potenziale supera un determinato valore sufficiente a provocare la ionizzazione del fluido isolante ma insufficiente perché si inneschi un arco elettrico.
Una volta ionizzato, il fluido  diventa plasma e conduce elettricità.
Il circuito elettrico si chiude quando la carica elettrica trasportata dagli ioni giunge lentamente al punto di potenziale di riferimento del generatore, solitamente la terra.
Se l'oggetto ad alto potenziale ha una parte appuntita, la densità di carica tende ad essere maggiore in quest'area, quindi il campo elettrico in corrispondenza risulta maggiore e l'aria circostante si porta ad un potenziale maggiore rispetto ad altre zone, per un fenomeno noto come potere disperdente delle punte, o "effetto punta".
Per questo l'effetto corona può manifestarsi limitatamente in prossimità delle punte ma non su altre parti del conduttore. Da qui la ionizzazione può estendersi oppure no, in dipendenza dell'acutezza della punta. Se la ionizzazione continua ad aumentare invece di stabilizzarsi, si può aprire una via di plasma verso il punto a potenziale neutro fino all'innesco di una scintilla o di un arco.
La produzione dell'effetto corona implica generalmente l'utilizzo di due elettrodi, uno appuntito per aumentare la ionizzazione (la punta di un ago o un filo sottile) ed uno a bassa curvatura (una placca o la terra stessa).
Associato all'effetto corona si può avere emissione di luce, produzione di ozono e rumore caratteristico.

## Tipi
La corona può essere positiva oppure negativa, corrispondentemente alla polarità del potenziale dell'elettrodo appuntito.
La fisica delle corone positive e negative è fortemente differente. Questa differenza è dovuta alla diversa massa delle particelle che trasportano la carica nei due casi, elettroni oppure ioni positivi, in cui solo i primi sono in grado di indurre ionizzazione per collisione anelastica nelle condizioni di temperatura e pressione ambiente.
Gli elementi in comune sono:
1. Atomi neutri del mezzo isolante in una regione di intenso campo elettrico (alto gradiente di potenziale in prossimità della punta) vengono ionizzati da un evento esterno (esogeno), per esempio l'interazione con fotoni, e si scindono in elettroni e ioni positivi.
2. Il campo elettrico agisce sulle cariche prodotte separandole (impedendone la ricombinazione) e accelerandole, incrementandone l'energia cinetica
3. Gli elettroni accelerati (che avendo un maggior rapporto carica/massa vengono accelerati maggiormente) collidono con altri atomi neutri, scindendoli e producendo così altre coppie ioni/elettroni. Ciò può condurre ad un effetto a valanga.
4. Con modalità differenti tra corona positiva e negativa l'energia liberata dai processi che avvengono nel plasma produce la liberazione di nuovi elettroni che alimentano il processo a valanga.
5. Una specie ionica creata nel processo a valanga (differente tra i due tipi di corona) è attratta dall'elettrodo appuntito, chiudendo il circuito e mantenendo il flusso di corrente.

La formazione della corona inizia con un processo spontaneo e relativamente raro di ionizzazione di una molecola di aria per esempio dovuto alla fotoeccitazione o a radiazione di fondo. In questo evento viene creato uno ione positivo ed un elettrone.
Se ciò avviene in una regione di alto gradiente di potenziale, gli ioni positivi vengono attratti o respinti dall'elettrodo appuntito, in funzione della polarità della corona, mentre gli elettroni sono attratti o respinti in direzione opposta, e ciò impedisce la ricombinazione delle particelle.
Gli elettroni, accelerati dal campo in cui viaggiano, spesso collidono anelasticamente con atomi neutri e possono ionizzarli.
Il campo elettrico separa e accelera gli elettroni liberati dall'atomo ionizzato, che possono a loro volta ionizzare altri atomi.
Questo processo a catena detto "effetto valanga" o breakdown a valanga, causa la formazione di una densa nube di elettroni a partire da un singolo evento iniziale.
Diversi meccanismi possono sostenere questo processo, creando valanga dopo valanga, fino a mantenere una corona costante.
Una sorgente secondaria di elettroni è comunque sempre necessaria, poiché gli elettroni vengono accelerati dal campo in una direzione; la valanga cioè procede linearmente da o verso l'elettrodo.
Il meccanismo predominante di produzione secondaria degli elettroni dipende dalla polarità della corona, ma in entrambi i casi l'energia emessa come fotoni dalla valanga iniziale è usata per ionizzare molecole e generare altri elettroni da accelerare. La differenza è nella sorgente degli elettroni.

### Corona positiva

#### Proprietà
La corona positiva si manifesta come plasma uniforme lungo e attorno al conduttore. Si presenta spesso con una fluorescenza bianca/azzurra con molta emissione nell'ultravioletto. L'uniformità è dovuta al meccanismo di scarica a valanga descritto più avanti.
A parità di geometria e potenziale dell'elettrodo, la corona positiva è un po' più piccola di quella negativa, ciò a causa della mancanza di una regione di non-ionizzazione tra le zone interna ed esterna. Nella corona positiva è presente un numero molto inferiore di elettroni liberi tranne che nella zona immediatamente vicina all'elettrodo appuntito: approssimativamente un millesimo della densità elettronica ed  un centesimo del numero totale di particelle.
La minore quantità di particelle è però collocata in una regione ad alto potenziale, mentre nella corona negativa molti elettroni sono dispersi in un'area a basso potenziale più esterna.
Ne consegue che nelle applicazioni dove si richiedano elettroni ad alta energia l'utilizzo dell'effetto corona positivo è più adatto. Il numero di elettroni è inferiore, ma è superiore il numero di particelle con energia elevata.

#### Dinamica
La formazione della corona positiva prende l'avvio da un evento di ionizzazione esogena in una regione di alto gradiente di potenziale.
Gli elettroni prodotti dalla ionizzazione sono attratti dall'elettrodo appuntito e gli ioni positivi respinti da esso. Per effetto di collisioni anelastiche sempre più vicine all'elettrodo appuntito, sempre più molecole vengono ionizzate in un effetto a valanga.
Nella corona positiva gli elettroni secondari, causa di ulteriore effetto valanga, sono prodotti nel fluido stesso, in una regione esterna al plasma. La loro produzione è causata dalla ionizzazione prodotta da fotoni emessi dal plasma durante i continui processi di diseccitazione.
Gli elettroni liberati dal gas neutro vengono attratti verso l'elettrodo positivo ed entrano nella regione del plasma alimentando ulteriormente l'effetto valanga.
Dal meccanismo descritto si comprende che la corona è divisa in due regioni, concentriche attorno alla punta. La regione interna contiene elettroni ionizzanti e ioni positivi a formare il plasma, ed è sede dell'effetto valanga.
La zona esterna è costituita essenzialmente da ioni positivi in lenta deriva verso l'elettrodo piatto assieme, nella zona di interfaccia, ad elettroni liberati dai fotoni e in moto accelerato verso il plasma.
La parte interna è chiamata “regione del plasma”, quella esterna “regione unipolare”.

### Corona negativa

#### Proprietà
La corona negativa si presenta non uniforme, variabile in relazione alle caratteristiche superficiali del conduttore e delle irregolarità nella curvatura. Spesso appare come a "batuffoli" sulle punte, dove il numero di batuffoli dipende dalla intensità del campo.
La forma di una corona negativa è il risultato del processo di emissione secondaria di elettroni nel processo a valanga, descritto nel paragrafo seguente.
La corona negativa appare di dimensioni maggiori rispetto a quella positiva poiché gli elettroni possono allontanarsi maggiormente dalla zona di ionizzazione e così il plasma può estendersi oltre.
Il numero totale di elettroni e la densità di questi è molto maggiore che nella corona positiva, ma si tratta prevalentemente di particelle a bassa energia, prodotte in una regione a basso gradiente di potenziale e quindi poco accelerate.
Tuttavia per molte reazioni la maggiore densità elettronica incrementa la frequenza delle reazioni, mentre le reazioni che richiedono alta energia avvengono ad un ritmo minore.
L'effetto corona è un efficiente generatore di ozono, e una corona negativa ne genera in quantità molto maggiore di una positiva, poiché le reazioni che producono questo gas avvengono ad energie relativamente inferiore ma ad un tasso molto più rapido.

#### Dinamica
La formazione di una corona negativa è più complessa della formazione di una positiva. Come in quest'ultima, la formazione inizia con un evento di ionizzazione esogena che produce elettroni primari, seguito da un processo a valanga.
Gli elettroni emessi dal gas neutro non sono in grado di sostenere il processo in una corona negativa e alimentare il processo a valanga poiché il movimento generale delle particelle avviene in allontanamento dall'elettrodo appuntito.
Nella corona negativa il processo predominante nel generare elettroni secondari è quello fotoelettrico sulla superficie dell'elettrodo stesso.
Il lavoro di estrazione degli elettroni (l'energia richiesta per strappare la particella dalla superficie) è notevolmente inferiore all'energia di ionizzazione alle condizioni di temperatura e pressione ordinarie, facendo di questo processo una fonte illimitata di elettroni secondari in queste condizioni. Anche in questo caso l'energia di estrazione è fornita dai fotoni prodotti dalla deionizzazione di atomi nel plasma.
Il coinvolgimento del gas ionizzato come sorgente di elettroni, che avviene nella corona positiva, è ostacolato nella corona negativa anche dalla presenza di una nube di cariche positive attorno all'elettrodo appuntito.
In sintesi, nella corona positiva gli elettroni sono generati nel gas circostante la zona del plasma e la valanga elettronica procede dall'esterno verso l'interno.
Nella corona negativa gli elettroni sono prodotti dall'elettrodo e gli elettroni secondari viaggiano verso l'esterno.
Come ulteriore caratteristica della corona negativa, gli elettroni proiettati verso l'esterno incontrano molecole neutre e si combinano con molecole elettronegative (come ossigeno e vapore acqueo) producendo ioni negativi.
Questi ioni sono quindi attratti dall'elettrodo piatto chiudendo il circuito elettrico.
La corona negativa può essere suddivisa in tre zone stratificate intorno alla punta. Nella zona interna elettroni ad alta energia cinetica collidono anelasticamente con atomi neutri e producono l'effetto valanga, mentre nella zona esterna gli elettroni (prevalentemente a bassa energia) si combinano con atomi neutri per creare ioni negativi.
Nella zona intermedia gli elettroni si combinano per formare ioni, ma normalmente hanno un'energia insufficiente per iniziare il processo a valanga e rimangono nel plasma, contribuendo alla miscela di cariche opposte presenti e alle particolari reazioni che vi avvengono.
Nella regione esterna è presente solamente un flusso di ioni negativi e, in decremento allontanandosi, elettroni liberi, diretto verso l'elettrodo positivo.
Le due regioni interne sono insieme la regione del plasma. Quella interna è plasma ionizzante, l'intermedia è plasma non ionizzante. La regione esterna è nota come regione unipolare.
La corona negativa può mantenersi in un fluido comprendente molecole elettronegative, in grado di catturare gli elettroni liberi. In assenza di molecole di questo tipo si produrrebbe un semplice flusso di elettroni tra i due elettrodi attraverso il gas ionizzato, con la formazione di un arco o di una scintilla.

## Applicazioni dell'effetto corona
L'effetto corona ha diverse applicazioni commerciali ed industriali, tra cui:
- Produzione di ozono (generatore di ozono);
- Rimozione di particelle di polvere dall'aria nelle centrali a carbone, nei sistemi di condizionamento, nei cementifici (il flusso d'aria viene prima caricato elettricamente, poi fatto passare attraverso una serie di placche caricate alternativamente con polarità opposta);
- Sgrassatura di superfici plastiche, tessuti, polimeri in generale.
- Eliminazione di elementi organici volatili indesiderati, come pesticidi, solventi, aggressivi chimici per effetto di reazioni con ioni e radicali liberi prodotti dalla ionizzazione;
- Fotocopiatura con procedimento xerografico per caricare elettricamente il tamburo fotoconduttore;
- Applicazioni futuribili quali propulsione spaziale elettrofluidodinamica (EHD) e a vento ionico, ascensore spaziale, ecc.
- Ventole di raffreddamento per computer prive di componenti meccaniche in movimento;
- Ionizzazione chimica a pressione atmosferica, tecnica di ionizzazione in spettrometria di massa;
- la fotografia Kirlian.

## Problemi causati dall'effetto corona
L'effetto corona comporta una perdita di energia nelle linee di trasmissione elettrica ad alta tensione e può essere indice di degrado degli impianti.
Inoltre può generare rumore e causare la produzione di ozono e ossidi di azoto. Ciò comporta rischi per la salute qualora gli elettrodotti si trovino in aree abitate.
Le linee elettriche sono comunque progettate per minimizzare l'effetto corona, che è indesiderato in:
- Linee di trasmissione elettriche, dove rappresenta una perdita di energia;
- In macchine come trasformatori, condensatori, motori elettrici e generatori, dove può causare l'usura dei materiali isolanti;
- In generale in situazioni dove sia presente alta tensione e sia da evitare la produzione di ozono.

## Caratteristiche elettriche
L'intensità di corrente trasportata dalla corona è determinato integrando la densità di corrente sulla superficie del conduttore. La dispersione di potenza è calcolata moltiplicando la corrente per la tensione presente tra gli elettrodi.
La tensione di innesco di una corona visibile tra due fili o Corona Inception Voltage può essere calcolata con la legge empirica di Peek, formulata nel 1929:
{\displaystyle e_{v}=m_{v}g_{v}\delta r\ln \left({S \over r}\right)}
ev è il "visual critical corona voltage" or "corona inception voltage" (CIV) espresso in kilovolt;
mv è un fattore che dipende dalle caratteristiche dei fili; per fili puliti e lucidi mv = 1, per fili ruvidi, sporchi o ossidati 0.98-0.93, per i cavi 0.87-0.83.
r è il raggio dei fili;
S è la distanza tra i fili;
δ è il fattore di densità dell'aria, calcolato con l'equazione:
{\displaystyle \delta ={3.92b \over 273+t}}
dove
- b = pressione in centimetri di mercurio
- t = temperatura in gradi celsius

In condizioni standard (25 °C e 76 cmHg):
{\displaystyle \delta ={3.92\cdot 76 \over 273+25}=1}
gv esprime il gradiente di potenziale ed è dato da:
{\displaystyle g_{v}=g_{0}\delta \left(1+{0.301 \over {\sqrt {\delta r}}}\right)}
dove g0 è la rigidità dielettrica, pari a circa 30 kV/cm per l'aria